# Ibragim Iljasow
Ibragim Zajpułłajewicz Iljasow (ros. Ибрагим Зайпуллаевич Ильясов; ur. 16 listopada albo 28 czerwca 1995) – rosyjski zapaśnik startujący w stylu wolnym. Wojskowy mistrz świata w 2017. Wygrał ME U-23 w 2018 i trzeci w 2016. Mistrz Europy juniorów w 2015 roku.